# Доброскок Олександр Михайлович
Доброскок Олександр Михайлович (12 червня 1982) — російський стрибун у воду.
Бронзовий призер Олімпійських ігор 2000 року в стрибках з синхронного трампліна, учасник Олімпійських Ігор 2004, 2008 років. Чемпіон світу 2003 року в стрибках з 3-метрового трампліна і синхронного трампліна.